# Hakija Turajlić
Hakija Turajlić est un homme politique, économiste et homme d'affaires bosniaque né en 1936 et mort assassiné le 8 janvier 1993 alors qu'il était vice-premier ministre des bosniaques.

## Carrière
Avant la guerre de Bosnie-Herzégovine, Hakija Turajlić était le directeur de la compagnie Energoinvest.

## Mort
Le 8 janvier 1993 Hakija Turajlić se rend à l'aéroport International de Sarajevo pour accueillir une cargaison d'aide fournie par la Turquie. Au retour, il doit traverser des territoires sous contrôle des serbes accompagné d'une escorte de la Force de protection des Nations unies (FORPRONU) dirigée par le colonel français Patrice Sartre. Ils sont arrêtés par une troupe d'une vingtaine de miliciens serbes fortement armés qui reconnaissent l'homme politique bosniaque. Au bout d'une heure et demi de discussions tendues et de menaces des Serbes de s'emparer par la force du véhicule de la FORPRONU, la situation semble se calmer et la tension baisser. C'est alors que quelques miliciens tentent de pousser de force l'officier français malgré l'interposition de leurs chefs et l'un d'eux tire au pistolet sur monsieur Turajlić, par-dessus l'épaule du colonel Sartre. Maîtrisé par les autres miliciens, il se libère et parvient à tirer de nouveau à plusieurs reprises sur le vice-Premier ministre bosniaque.
Les chefs des miliciens laissent alors partir le convoi pour permettre l'évacuation du blessé vers le groupe médico-chirurgical du PTT Building mais Hakija Turajlić succombe à ses blessures.
En 1998, un ancien soldat serbe de Bosnie du nom de Goran Vasic est interpellé par ruse par les services secrets bosniens, provoquant des tensions et la prise d'otages bosniaques par des milices serbes de Bosnie. Jugé pour meurtre, Vasic est finalement acquitté en 2002 pour preuves insuffisantes mais 13 ans plus tard, les instances judiciaires bosniennes considèrent toujours de rouvrir son dossier, cette fois sous la qualification de "crime de guerre".

## Postérité
Un tournoi de boxe international porte le nom de Turajlić.